# 대니엘 캠벨
대니엘 캠벨(Danielle Campbell, 1995년 1월 31일 ~ )은 미국의 배우이다.

## 출연 작품
- 유 캔 추즈 유어 패밀리 (2018)
- 아메리칸 펫츠 (2018)
- 레이스 투 리뎀션 (2016)
- 오리지널스 2 (2014)
- 오리지널스 (2013)
- 16 사우스 (2013)
- 마데아 : 증인보호프로그램 (2012)
- 프롬 (2011)
- 스타스트럭 (2010)
- 포커 하우스 (2008)
- 프리즌 브레이크 시즌1 (2005)